# Unione Sportiva Lecce 1997-1998
Questa voce raccoglie le informazioni riguardanti l'Unione Sportiva Lecce nelle competizioni ufficiali della stagione 1997-1998.

## Stagione

Una fase della trasferta di San Siro del 19 ottobre 1997 (1-2), primo successo della storia salentina in casa del

Nella stagione 1997-1998 il neopromosso Lecce disputa per la sesta volta il campionato di Serie A. Interrotto il rapporto con Ventura, allenatore della doppia promozione dalla Serie C1 alla massima divisione, la squadra salentina viene affidata al giovane tecnico Cesare Prandelli, che guida un gruppo profondamente rinnovato, stante le partenze di Francioso, Palmieri, Bachini, Baglieri, Centurioni, Cucciari, De Patre, Mazzeo, Servidei, Zanoncelli, tutti protagonisti del doppio salto di categoria. 
La partenza del campionato è estremamente negativa, con cinque sconfitte consecutive. Alla sesta giornata i salentini si impongono, per la prima volta nella storia, in casa del Milan (1-2), per poi vincere in casa contro il Brescia e, dopo il pesante rovescio in casa della Fiorentina, battere in casa il Napoli fanalino di coda. Il Lecce otterrà solo due pareggi e subirà cinque sconfitte nelle successive sette gare, a chiusura del girone d'andata. Alla diciannovesima giornata Prandelli viene, dunque, sostituito da Angelo Pereni, che dopo tre sconfitte in tre partite viene rimpiazzato da Nedo Sonetti. I cambi tecnici non condurranno la svolta attesa: i salentini raccoglieranno soltanto due vittorie e sei pareggi nelle successive tredici giornate, per un totale di 26 punti in 34 partite, piazzandosi al diciassettesimo e penultimo posto, a dieci punti dalla zona salvezza, e retrocedendo in Serie B con Napoli, fanalino di coda, Atalanta e Brescia. Dopo il salto in due anni dalla Serie C alla Serie A, la squadra salentina torna, dunque, tra i cadetti. Il trentenne attaccante barese Francesco Palmieri esordisce in Serie A segnando una rete in Coppa Italia e raggiunge le 10 reti in Serie A, nel suo terzo campionato con la maglia giallorossa. 
Nella Coppa Italia è discreto il percorso del Lecce, che si ferma al terzo turno, eliminato dalla Juventus, dopo aver eliminato nei primi due turni ha eliminato il Cesena e l'Empoli.

## Divise e sponsor
Il fornitore di materiale tecnico per la stagione 1997-1998 fu Asics, mentre lo sponsor ufficiale fu Banca del Salento.
| Casa | Trasferta | Terza divisa |

## Organigramma societario
Area direttiva
- Presidente: Mario Moroni
- Amministratore delegato: Claudio Fenucci
- Direttore sportivo: Sergio Vignoni
- Team Manager: Ezio Candido
- Segretario generale: Roberto Zanzi

Area sanitaria
- Medico sociale: Giuseppe Palaia
- Massaggiatori: Fernando Fiorita e Gennaro Soda

Area tecnica
- Allenatore: Cesare Prandelli, poi Angelo Pereni (dal 2 febbraio), poi Nedo Sonetti (dal 16 febbraio)
- Allenatore in 2ª: Angelo Pereni
- Preparatore dei portieri: Roberto Corti
- Allenatore Primavera: Ruggiero Cannito
- Preparatore atletico: Franco Mandarino

## Rosa

Il capitano Francesco Palmieri, migliore marcatore giallorosso della stagione.

| N. |                   | Ruolo | Calciatore                    |
| -- | ----------------- | ----- | ----------------------------- |
| 1  | Italia (bandiera) | P     | Fabrizio Lorieri              |
| 2  | Italia (bandiera) | D     | Carmelo Mancuso               |
| 4  | Italia (bandiera) | C     | Luigi Piangerelli             |
| 5  | Italia (bandiera) | D     | Giuseppe Baronchelli          |
| 6  | Italia (bandiera) | D     | Richard Vanigli               |
| 8  | Ghana (bandiera)  | C     | Mark Edusei                   |
| 9  | Italia (bandiera) | A     | Francesco De Francesco        |
| 10 | Italia (bandiera) | C     | Riccardo Maspero              |
| 11 | Italia (bandiera) | A     | Francesco Palmieri (capitano) |
| 12 | Italia (bandiera) | P     | Ivan Aiardi                   |
| 14 | Italia (bandiera) | D     | Francesco Bellucci            |
| 15 | Italia (bandiera) | C     | Francesco Cozza               |
| 16 | Italia (bandiera) | C     | Maurizio Rossi                |
| 17 | Italia (bandiera) | D     | Paolo Annoni                  |
| 18 | Italia (bandiera) | C     | Giovanni Pittalis             |

| N. |                        | Ruolo | Calciatore            |
| -- | ---------------------- | ----- | --------------------- |
| 19 | Italia (bandiera)      | C     | Stefano Casale        |
| 21 | Italia (bandiera)      | A     | Raffaele Costantino   |
| 22 | Italia (bandiera)      | D     | Giuseppe Anastasi     |
| 23 | Italia (bandiera)      | D     | William Viali         |
| 24 | Italia (bandiera)      | C     | Alessandro Conticchio |
| 25 | Jugoslavia (bandiera)  | D     | Nenad Sakić           |
| 26 | Francia (bandiera)     | D     | Jean-Pierre Cyprien   |
| 27 | Jugoslavia (bandiera)  | C     | Dejan Govedarica      |
| 28 | Austria (bandiera)     | D     | Michael Hatz          |
| 29 | Uruguay (bandiera)     | C     | Andrés Martínez       |
| 30 | Inghilterra (bandiera) | A     | Daniele Dichio        |
| 31 | Italia (bandiera)      | D     | Stefano Rossini       |
| 32 | Italia (bandiera)      | A     | Alessandro Iannuzzi   |
| 33 | Ucraina (bandiera)     | A     | Serhij Atel'kin       |
| 34 | Italia (bandiera)      | C     | Giuseppe Giannini     |

## Risultati

### Serie A

#### Girone di andata
| Arbitro: | Borriello (Mantova) |

|                          |           |  |
| F. Inzaghi 84’ Conte 90’ | Marcatori |  |

| Arbitro: | Racalbuto (Gallarate) |

|                 |           |                          |
| F. Palmieri 60’ | Marcatori | 1’ Bachini 59’ Locatelli |

| Arbitro: | Tombolini (Ancona) |

|                                  |           |                 |
| Totti 3’ Di Biagio 17’ Balbo 68’ | Marcatori | 10’ F. Palmieri |

| Arbitro: | Farina (Novi Ligure) |

|                        |           |                                                |
| F. Palmieri 61’ (rig.) | Marcatori | 33’, 78’ Djorkaeff I 48’, 81’ Ronaldo 84’ Ganz |

| Arbitro: | Boggi (Salerno) |

|  |           |                     |
|  | Marcatori | 68’ (rig.) Ingesson |

| Arbitro: | De Santis (Tivoli) |

|                    |           |                                 |
| Cyprien 76’ (aut.) | Marcatori | 2’ Govedarica 49’ (rig.) Casale |

| Arbitro: | Braschi (Prato) |

|                       |           |  |
| Dichio 48’ Casale 81’ | Marcatori |  |

| Arbitro: | Branzoni (Pavia) |

|                                                          |           |  |
| Batistuta 18’, 90’ Oliveira 45’, 63’ M. Rossi 51’ (aut.) | Marcatori |  |

| Arbitro: | Ceccarini (Livorno) |

|                              |           |  |
| M. Rossi 50’ F. Palmieri 61’ | Marcatori |  |

| Bergamo 30 novembre 1997 10ª giornata | Atalanta        | 0 – 0 | Lecce | Stadio Atleti Azzurri d'Italia\| Arbitro: \| Bettin (Padova) \| |
| Arbitro:                              | Bettin (Padova) |       |       |                                                                 |

| Arbitro: | De Santis (Tivoli) |

|  |           |           |
|  | Marcatori | 81’ Luiso |

| Arbitro: | Cesari (Genova) |

|                               |           |  |
| Cristallini 20’ Kolyvanov 87’ | Marcatori |  |

| Arbitro: | Tombolini (Ancona) |

|                          |           |              |
| D. Baggio 55’ Chiesa 62’ | Marcatori | 71’ M. Rossi |

| Arbitro: | Bolognino (Milano) |

|                            |           |                   |
| Cyprien 43’ Conticchio 88’ | Marcatori | 16’, 47’ Ametrano |

| Arbitro: | Serena (Bassano del Grappa) |

|                                        |           |  |
| Rambaudi 55’ Fuser 74’ Bokšić 83’, 93’ | Marcatori |  |

| Arbitro: | Bettin (Padova) |

|              |           |                               |
| R. Rossi 90’ | Marcatori | 12’, 51’ Montella 77’ Signori |

| Arbitro: | Messina (Bergamo) |

|             |           |  |
| Scienza 78’ | Marcatori |  |

#### Girone di ritorno
| Arbitro: | Collina (Viareggio) |

|  |           |                           |
|  | Marcatori | 47’ Iuliano 89’ Del Piero |

| Arbitro: | Pairetto (Nichelino) |

|                                                                             |           |  |
| Cyprien 21’ (aut.) Bierhoff 38’, 48’ Poggi 58’ (rig.), 66’ Giannichedda 89’ | Marcatori |  |

| Arbitro: | Racalbuto (Gallarate) |

|              |           |                                             |
| Atel'kin 77’ | Marcatori | 42’ (rig.) Balbo 48’ Di Biagio 86’ Gautieri |

| Arbitro: | Serena (Bassano del Grappa) |

|                                                     |           |  |
| Ronaldo 18’, 70’ (rig.), 78’ Milanese 29’ Cauet 40’ | Marcatori |  |

| Arbitro: | Borriello (Mantova) |

|                                     |           |                           |
| De Ascentis 38’ Ingesson 43’ (rig.) | Marcatori | 73’ Iannuzzi 90’ M. Rossi |

| Lecce 1º marzo 1998 23ª giornata | Lecce           | 0 – 0 | Milan | Stadio Via del Mare\| Arbitro: \| Bettin (Padova) \| |
| Arbitro:                         | Bettin (Padova) |       |       |                                                      |

| Arbitro: | Dagnello (Trieste) |

|                                            |           |                              |
| Adani 10’ Cyprien 36’ (aut.) Koźmiński 63’ | Marcatori | 24’ F. Palmieri 34’ M. Rossi |

| Arbitro: | Rossi (Ciampino) |

|              |           |              |
| M. Rossi 69’ | Marcatori | 87’ Oliveira |

| Arbitro: | Sirotti (Forlì) |

|                                |           |                                                         |
| Protti 35’ (rig.) Altomare 73’ | Marcatori | 2’ Casale 29’ F. Palmieri 76’ (aut.) Ayala 90’ Atel'kin |

| Arbitro: | Trentalange (Torino) |

|              |           |          |
| M. Rossi 40’ | Marcatori | 22’ Sgrò |

| Arbitro: | Pellegrino (Barcellona Pozzo di Gotto) |

|           |           |                                      |
| Luiso 88’ | Marcatori | 29’, 55’ F. Palmieri 90’ Piangerelli |

| Arbitro: | Branzoni (Pavia) |

|              |           |                 |
| Atel'kin 66’ | Marcatori | 75’ D. Fontolan |

| Arbitro: | Collina (Viareggio) |

|  |           |                                |
|  | Marcatori | 39’ (aut.) Casale 90’ Adaílton |

| Arbitro: | Farina (Novi Ligure) |

|                                                          |           |            |
| Tonetto 3’ C. Esposito 19’, 60’ Ametrano 42’ Lucenti 74’ | Marcatori | 10’ Casale |

| Arbitro: | Tombolini (Ancona) |

|                 |           |  |
| F. Palmieri 88’ | Marcatori |  |

| Arbitro: | Nucini (Bergamo) |

|                |           |           |
| Scarchilli 60’ | Marcatori | 73’ Cozza |

| Arbitro: | Pairetto (Nichelino) |

|                        |           |                                               |
| F. Palmieri 90’ (rig.) | Marcatori | 40’ Murgita 50’ Vierchowod 71’ (rig.) Piovani |

### Coppa Italia
| Cesena 16 agosto 1997 1º turno - Andata | Cesena             | 0 – 0 | Lecce | Stadio Dino Manuzzi\| Arbitro: \| Preschern (Mestre) \| |
| Arbitro:                                | Preschern (Mestre) |       |       |                                                         |

| Arbitro: | Dagnello (Trieste) |

|                 |           |  |
| Piangerelli 65’ | Marcatori |  |

| Arbitro: | Branzoni (Pavia) |

|                                  |           |                 |
| F. Palmieri 49’ De Francesco 61’ | Marcatori | 77’ C. Esposito |

| Arbitro: | Lana (Torino) |

|                        |           |              |
| C. Esposito 39’ (rig.) | Marcatori | 24’ M. Rossi |

| Arbitro: | Bolognino (Milano) |

|                              |           |  |
| N. Amoruso 32’ Del Piero 54’ | Marcatori |  |

| Arbitro: | Serena (Bassano del Grappa) |

|  |           |                |
|  | Marcatori | 26’ Birindelli |

## Statistiche

### Statistiche di squadra
| Competizione | Punti | In casa | In casa | In casa | In casa | In casa | In casa | In trasferta | In trasferta | In trasferta | In trasferta | In trasferta | In trasferta | Totale | Totale | Totale | Totale | Totale | Totale | DR  |
| Competizione | Punti | G       | V       | N       | P       | Gf      | Gs      | G            | V            | N            | P            | Gf           | Gs           | G      | V      | N      | P      | Gf     | Gs     | DR  |
| ------------ | ----- | ------- | ------- | ------- | ------- | ------- | ------- | ------------ | ------------ | ------------ | ------------ | ------------ | ------------ | ------ | ------ | ------ | ------ | ------ | ------ | --- |
| Serie A      | 26    | 17      | 3       | 5       | 9       | 15      | 27      | 17           | 3            | 3            | 11           | 17           | 45           | 34     | 6      | 8      | 20     | 32     | 72     | -40 |
| Coppa Italia |       | 3       | 2       | 0       | 1       | 3       | 2       | 3            | 0            | 2            | 1            | 1            | 3            | 6      | 2      | 2      | 2      | 4      | 5      | -1  |
| Totale       |       | 20      | 5       | 5       | 10      | 18      | 29      | 20           | 3            | 5            | 12           | 18           | 48           | 40     | 8      | 10     | 22     | 36     | 77     | -41 |

### Statistiche dei giocatori[9]
| Giocatore       | Serie A  | Serie A | Serie A     | Serie A    | Coppa Italia | Coppa Italia | Coppa Italia | Coppa Italia | Totale   | Totale | Totale      | Totale     |
| Giocatore       | Presenze | Reti    | Ammonizioni | Espulsioni | Presenze     | Reti         | Ammonizioni  | Espulsioni   | Presenze | Reti   | Ammonizioni | Espulsioni |
| --------------- | -------- | ------- | ----------- | ---------- | ------------ | ------------ | ------------ | ------------ | -------- | ------ | ----------- | ---------- |
| I. Aiardi       | 3        | -3      | ?           | ?          | -            | -            | ?            | ?            | 3        | -3     | ?           | ?          |
| G. Anastasi     | 2        | 0       | ?           | ?          | 1            | 0            | ?            | ?            | 3        | 0      | ?           | ?          |
| P. Annoni       | 14       | 0       | ?           | ?          | 4            | 0            | ?            | ?            | 18       | 0      | ?           | ?          |
| S. Atel'kin     | 16       | 3       | ?           | ?          | -            | -            | ?            | ?            | 16       | 3      | ?           | ?          |
| G. Baronchelli  | 16       | 0       | ?           | ?          | 2            | 0            | ?            | ?            | 18       | 0      | ?           | ?          |
| F. Bellucci     | 15       | 0       | ?           | ?          | -            | -            | ?            | ?            | 15       | 0      | ?           | ?          |
| S. Casale       | 32       | 4       | ?           | ?          | 5            | 0            | ?            | ?            | 37       | 4      | ?           | ?          |
| A. Conticchio   | 24       | 1       | ?           | ?          | 3            | 0            | ?            | ?            | 27       | 1      | ?           | ?          |
| R. Costantino   | 5        | 0       | ?           | ?          | 1            | 0            | ?            | ?            | 6        | 0      | ?           | ?          |
| F. Cozza        | 13       | 1       | ?           | ?          | 2            | 0            | ?            | ?            | 15       | 1      | ?           | ?          |
| P. Cyprien      | 31       | 1       | ?           | ?          | 5            | 0            | ?            | ?            | 36       | 1      | ?           | ?          |
| F. De Francesco | 19       | 0       | ?           | ?          | 4            | 1            | ?            | ?            | 23       | 1      | ?           | ?          |
| D. Dichio       | 4        | 1       | ?           | ?          | 2            | 0            | ?            | ?            | 6        | 1      | ?           | ?          |
| M. Edusei       | -        | -       | ?           | ?          | 1            | 0            | ?            | ?            | 1        | 0      | ?           | ?          |
| G. Giannini     | 14       | 0       | ?           | ?          | -            | -            | ?            | ?            | 14       | 0      | ?           | ?          |
| D. Govedarica   | 21       | 1       | ?           | ?          | 2            | 0            | ?            | ?            | 23       | 1      | ?           | ?          |
| M. Hatz         | 2        | 0       | ?           | ?          | 1            | 0            | ?            | ?            | 3        | 0      | ?           | ?          |
| A. Iannuzzi     | 8        | 1       | ?           | ?          | 1            | 0            | ?            | ?            | 9        | 1      | ?           | ?          |
| F. Lorieri      | 33       | -69     | ?           | ?          | 6            | -5           | ?            | ?            | 39       | -74    | ?           | ?          |
| C. Mancuso      | 2        | 0       | ?           | ?          | 4            | 0            | ?            | ?            | 6        | 0      | ?           | ?          |
| A. Martínez     | 12       | 0       | ?           | ?          | 1            | 0            | ?            | ?            | 13       | 0      | ?           | ?          |
| R. Maspero      | 6        | 0       | ?           | ?          | 5            | 0            | ?            | ?            | 11       | 0      | ?           | ?          |
| F. Palmieri     | 32       | 10      | ?           | ?          | 6            | 1            | ?            | ?            | 38       | 11     | ?           | ?          |
| L. Piangerelli  | 30       | 1       | ?           | ?          | 6            | 1            | ?            | ?            | 36       | 2      | ?           | ?          |
| G. Pittalis     | 1        | 0       | ?           | ?          | -            | -            | ?            | ?            | 1        | 0      | ?           | ?          |
| M. Rossi        | 25       | 7       | ?           | ?          | 6            | 1            | ?            | ?            | 31       | 8      | ?           | ?          |
| S. Rossini      | 24       | 0       | ?           | ?          | 1            | 0            | ?            | ?            | 25       | 0      | ?           | ?          |
| N. Sakić        | 32       | 0       | ?           | ?          | 5            | 0            | ?            | ?            | 37       | 0      | ?           | ?          |
| R. Vanigli      | 1        | 0       | ?           | ?          | 1            | 0            | ?            | ?            | 2        | 0      | ?           | ?          |
| W. Viali        | 22       | 0       | ?           | ?          | 4            | 0            | ?            | ?            | 26       | 0      | ?           | ?          |